# Superćelija
Superćelija ili superćelijska oluja grmljavinska je oluja, s prisutnošću mezociklone: dubokoga, ustrajno rotirajućeg uzlaznog strujanja. Zbog toga se ove oluje ponekad nazivaju rotirajućim grmljavinskim olujama. Od četiriju razredbi grmljavinskih oluja (superćelijska,  linijska, višećelijska i jednoćelijska), superćelije su općenito najrjeđe i mogu biti najjače. Često su izolirane od drugih grmljavinskih oluja i mogu dominirati lokalnim vremenom do 32 kilometra udaljenosti. Obično traju 2-4 sata.
Često se svrstavaju u tri klasifikacijske vrste: klasične (normalna razina oborina), s niskom količinom oborina i s visokom količinom oborina. Superćelije s niskom količinom oborina obično se nalaze u sušnijim klimama, kao što su visoke ravnice Sjedinjenih Američkih Država, one s visokom količinom oborina najčešće u vlažnim klimama. Superćelije se mogu pojaviti bilo gdje u svijetu pod odgovarajućim već postojećim vremenskim uvjetima, ali najčešće su u Velikoj nizini SAD-a u području poznatom kao „Aleja tornada”. Velik broj superćelija vidljiv je u mnogim dijelovima Europe, kao i u „Tornado koridoru” Argentine, Urugvaja i južnog Brazila.
Obično se nalaze izolirane od ostalih grmljavinskih oluja, iako ponekad mogu biti ugrađene u liniju oluje. Tipično se nalaze u toplom sektoru sustava niskog tlaka koji se uglavnom širi u smjeru sjeveroistoka u skladu s hladnom frontom sustava niskog tlaka. Budući da mogu trajati satima, poznate su kao oluje kvazistacionarnog stanja. Imaju sposobnost odstupanja od srednjeg vjetra. Ako idu desno ili lijevo od srednjeg vjetra (u odnosu na okomito smicanje vjetra), za njih se kaže da se „kreću desno” ili „lijevo”. Ponekad mogu razviti dva odvojena uzlazna strujanja sa suprotnim rotacijama, što dijeli oluju na dvije superćelije: jednu koja se kreće lijevo i jednu koja se kreće desno.
Mogu biti bilo koje veličine - velike ili male, s niskim ili visokim vrhom. Obično proizvode obilne količine tuče, obilne kiše i jake vjetrove. Superćelije su jedna od rijetkih vrsta oblaka koji obično rađaju tornada unutar mezociklone, iako to čini samo 30% njih ili manje.

## Galerija
- Superćelija u Novom Meksiku u SAD-u 2004.
- Superćelija u Grazu u Austriji 2015.